# Melanargia monodi
Melanargia monodi är en fjärilsart som beskrevs av Thierry-mieg 1909. Melanargia monodi ingår i släktet Melanargia och familjen praktfjärilar. Inga underarter finns listade i Catalogue of Life.